# Alejandría Carmania

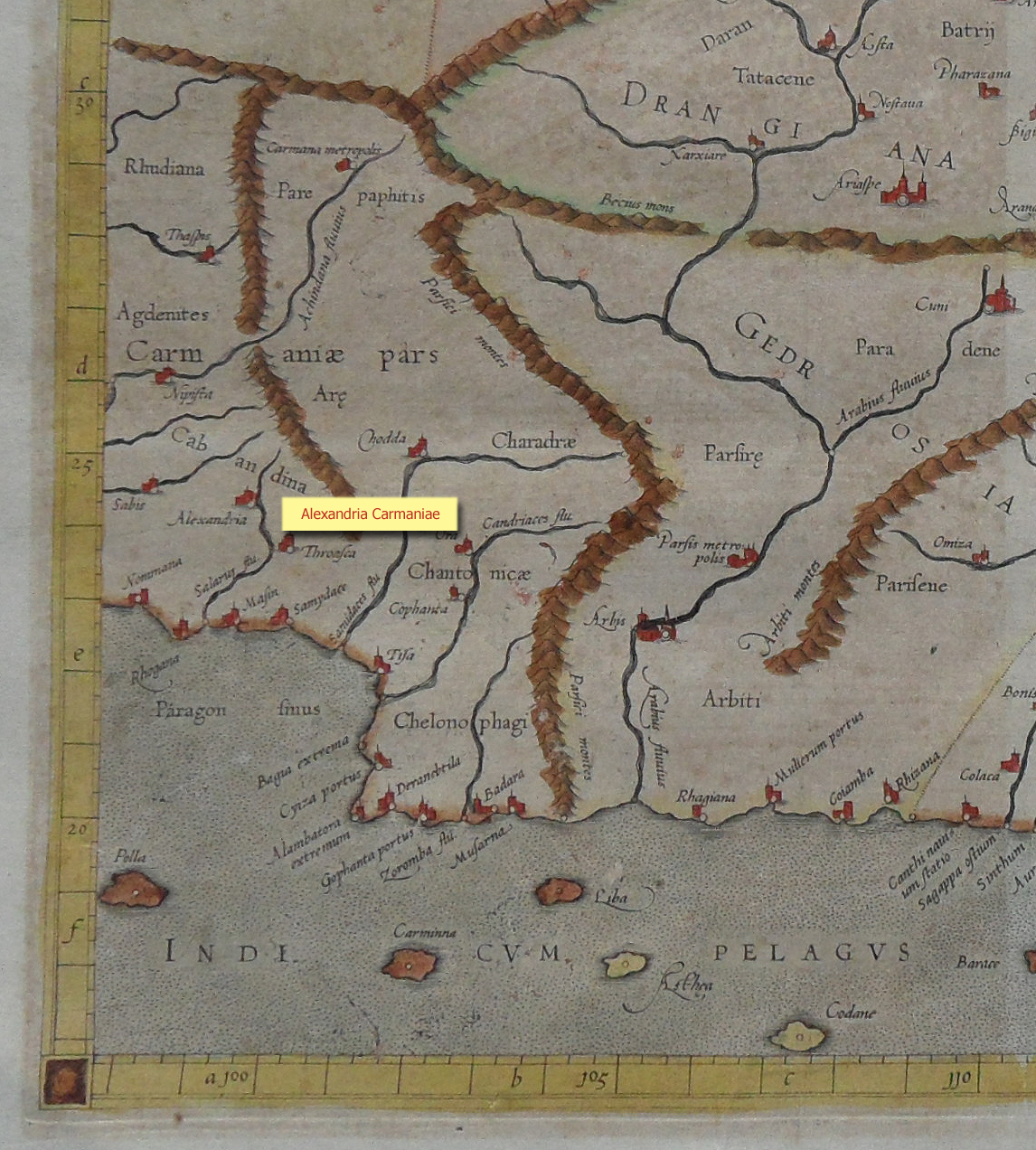
Mapa del mundo de Mercator 1569 que muestra Alejandría.

Alejandría Carmania (en griego: Αλεξάνδρεια η εν Καρμανία  , Alexandreia hē en Karmania) fue una de las más de setenta ciudades fundadas o renombradas por Alejandro Magno.
La ciudad fue fundada por Alejandro en enero de 324 a. C. después de que su ejército se reuniera con Nearco y sus hombres que habían varado sus trirremes cerca de la desembocadura del río Minab.

## Localización
El sitio exacto de la ciudad en Carmania aún se desconoce, pero se han propuesto varias ubicaciones:
- La ubicación más comúnmente citada es la aldea de Gulashkird, Irán[11] (Lat. 27 ° 56 '57 "N Long. 57 ° 17' 57" E)
- Las ruinas inexploradas al norte y noroeste de Gulishkird.[12]

- El pueblo de Gav Koshi cercano al este de Gulishkird.
- Sykes dice que estaba en Rudbar, a 5 km al norte de Gulishkird, según los hallazgos superficiales de cerámica griega que hizo en ese lugar.[13]
- Una opción menos probable es el pueblo de Sharh-i Dakyanus (pueblo del emperador Decio) cerca de Jiroft, Irán.[14][15][16][17]
- También se han postulado sitios en Sirjan y Tepe Yahya.[18]
- Fraser, adoptando una posición conservadora, piensa que Alejandría en Carmainai nunca existió.[19]
- El mapa mundial de 1569 de Gerardus Mercator, tomado del mapamundi del siglo II de Ptolomeo, muestra Alejandría Carmania más al oeste en el río Salarus, en la zona árida al norte de la moderna ciudad de Haregī, Irán.

Los principales contendientes están todos a unos pocos kilómetros el uno del otro y esa área parece lógica. Provista de agua confiable del río Minab, la ubicación estaba en la convergencia de los pasos principales de Afganistán, la ruta hacia Gedrosia y tenía buen acceso a los puertos cercanos del Océano Índico en Hormosia. La ubicación también proporcionaría el control de las partes cultivables de Carmania.
La ciudad aún existía en la época medieval siendo conocida como Camadi, cuando la visitó Marco Polo. Si Galashkird es la ciudad ahora perdida, fue descrita por el geógrafo árabe Muqaddasi, quien la describió como "una ciudad fuertemente fortificada con un castillo Kushah" y exuberantes huertos y campos sostenidos por una extensa irrigación qanat.